# Kärsämäki tegelbruk

Kärsämäki tegelbruk  verkade i S:t Marie under åren 1786 till 1930. Dess tillverkning gällde främst vanliga murtegel men senare även täckdikesrör, krukor och cementtegel

## Historia

S:t Marie prästgård 1791

Hiisi säteri och Storgårds boställe i Kärsämäki by ägdes på 1770-talet av bröderna Fredrik Vilhelm och Carl Adam Forsgren. De var i tillfälle att dra nytta av sin närhet till S:t Marie prästgård där man redan länge hade planerat ett nybygge. På Hiisis marker fanns lera och sand som lämpade sig för tegelslagning och mellan kyrkan och Hiisi rann Lillån. Det första tegelbruket torde ha legat på sydsidan av kullen Orjasmäki. De första teglen för prästgårdsbygget slogs år 1786 och slutgranskningen skedde år 1791. Tegelbrukets produkter utannonserade för allmänheten första gången år 1794. År 1801 övertog Carl Adam Forsgrens svärson Daniel Ithimaeus Hiisi och tegelbruket och köpte genast Lill-Simola hemman i samma by där lertillgången var bättre. Efter ett blixtnedslag 1805 brann Hiisi gård ner men tegelbruket klarade sig. Ithimaeus sålde ändå gården och bruket till Abraham Ponsén som drev verksamheten i liten skala. År 1822 sålde han egendomen vidare till Jonas Borisoff och hans hustru Maria Helena, född Ponsén.
Åbo brand 1827 medförde att efterfrågan på tegel i Åbo växte enormt och tegelbruket tillverkade vid den här tiden 135 000 tegel per år. Jonas Borisoffs hälsa sviktade och han avled 1836. En försäljning lyckades inte utan gården och bruket övergick 1839 till brodern Fredik Borisoff. Verksamheten fortsatte som tidigare men Borisoff sålde 1846 gården och bruket till Åbo stads musikdirektör Carl Theodor Möller. Denne gjorde mycket reklam för sina tegel men produktionen uppgick på 1850- och 1860-talet endast till 100 000 tegel per år. Möller gick i konkurs 1871 och måste sälja gården och bruket. Köpare var Johan Walfrid Marjalin men Möller fortsatte som deltidsanställd vid tegelbruket. Marjalin gifte sig år 1896 med Möllers sondotter. 

### Kärsämäki ångtegelslageri
Järnvägen mellan Toijala och Åbo öppnades 1876 och gick mellan Hiisi gård och Lillån. I det sammanhanget flyttade bruksanläggningen närmare lerfyndigheterna vid Lillån. På så sätt kunde järnvägen utnyttjas för fabrikens råvaruanskaffning och försäljning. Marjalin köpte samma år en ångmaskin för fabrikens drift och registrerade företaget som Kärsämäki ångtegelslageri. År 1879 lanserade fabriken två nya produkter, stora tegel och kakelugnstegel. Följande år började man producera fasontegel, kakelugnsrör och skorstensrör. Under 1880-talet utökades produktionen med flera nya slag av tegel. Man bjöd ut dräneringsrör, golvtegel, tunna tegel för eldstäder och krubbtegel. Fabrikens utvidgning medförde problem med bränsleförsörjningen. Ved köptes upp längs hela den finska sydkusten och 1884 köptes första gången in stenkol från England. Senast år 1888 försågs fabriksområdet med en smalspårig järnväg där vagnarna drogs av hästar eller människor. Samma år köptes också en lokomobil. År 1895 färdigställdes Åbo saluhall och bilden av den använde tegelbruket i reklamen för sina finare produkter.

### Kärsämäki tegelbruk
År 1896 fick verksamheten ett nytt namn och registrerades som Kärsämäki tegelbruk. 1898 förde med sig en stor beställning för bygget av Aktiesockerbruket Alfa i grannbyn Raunistula. På sommaren anlände också en större ångpanna som åtminstone delvis kunde ersätta fabrikens lokomobiler. Åren 1901-1903 levererade bruket tegel till flera offentliga byggen i Åbo, konstmuseet, stadsbiblioteket, Mikaelskyrkan och stadens sjukhusbyggnader på Tranbacken. Arbetsstyrkan vid tegelbruket uppgick 1904 till mellan 100 och 150 personer. De svenskspråkiga arbetarena grundade samma år en fackförening. För att få bättre tillgång till lera köpte Marjalin år 1905 Marttila hemman i Kärsämäki by. I juni 1906 drabbades tegelbruket av den allmänna strejkvågen. Marjalin insjuknade samtidigt och disponenten fick ta allt ansvar. Strejkbrytare söktes utan resultat och ett avtal ingicks där dagslöner ersatte ackordlönerna och lönerna steg över lag. Samma år kunde man märka att stenkolet hade fått en stor betydelse i fabrikens energianvändning. År 1913 fick Marjalin märka att ekonomin på grund hans egen men också företrädarnas vårdslöshet genom upprepade inteckningar inte längre kunde upprätthållas. Han erbjöd S:t Marie kommun att köpa de tre hemmanen och tegelbruket men kommunen var inte intresserad. Följande år upprepade han sitt erbjudande till ett lägre pris men fick åter ett nekande svar. Därav följde att han gick i konkurs och att hela egendomen utbjöds på offentlig auktion i oktober 1914. 
Genom auktionen kom hela egendomen i Juho Fredrik Piipanojas ägo. Han ägde den stora gården norr om Kärsämäki by och på hans marker fanns alltjämt rikligt med lera. Tegelbrukets verksamhet pågick trots kriget men de samhälleliga oroligheterna år 1917 ledde till strejk. Bruket gick då med på att arbetsdagen förkortades från tio till åtta timmar och att timlönerna höjdes med över 50 %. År 1921 satsade man alltmer på försäljning täckdikesrör och sand för betonggjutning. Samma år började tegelbruket göra reklam för att de sålde betong men av vilket slag är obekant. Följande år började man ta sand från den så kallade tvålåkern, där den i början av 1870-talet nedbrunna tvålfabriken hade legat söder om Hiisi gård. I samband med grustagningen upptäcktes en av de rikaste förhistoriska platserna i Finland. 

### Kärsämäen Tiilitehdas Oy – Ab Kärsämäki Tegelbruk
År 1924 sålde Piipanoja sina egendomar i Egentliga Finland för att placera sina tillgångar i fastigheter i Helsingfors. Kärsämäki gård och tegelbruk kom så att tillhöra företaget Helsingin liikekeskus Oy. Företaget registrerades sedan som Kärsämäen Tiilitehdas Oy – Ab Kärsämäki Tegelbruk. Strax efter auktionen utbröt en strejk som varade i endast fem dagar och avslutades med ett avtal. Redan efter ett halvt år köpte Juho Piipanoja tillbaka egendomen och gjorde sin son Lauri till driftschef. Denne satsade på förnyelse med en ny brännugn, två torkhus i tre våningar, en lergrävningsmaskin, en nybyggd intern järnväg och en elektrisk skärmaskin. Inga nya produkter utannonserades utan satsningarna gick till att effektivera grundverksamheten. År 1926 började man tillverka blomkrukor och elektrifieringen av fabriken slutfördes. Samtidigt ledde brister i ekonomin till nya problem. Ett kontrakt om att leverera tegel till transformatorbygget i Korois fullföljdes endast delvis och Lauri flydde kreditorerna till Kanada. Hans far tog över tegelbruket och i den ökande konkurrensen på marknaden började man tillverka cementtegel. År 1928 övertog Juho Piipanojas svärson Iisak Einar Kuusisto bruket och driften. Med honom började företaget även sälja importerade tegel och cement. Tegelbruket hade 1928 omkring 120 anställda. År 1929 fick de finska bankerna bekymmer och kunde inte längre låna ut så mycket som tidigare. Byggnadsboomen vände och under året färdigställdes endast påbörjade större byggen. Också ägaren Kuusisto fick ekonomiska bekymmer och bjöd ut sin egendom åt Åbo stad men innan affären kunde göras försvann Kuusisto till utlandet på grund av vissa föfalskade skuldbrev. Det tystnade tegelbruket brann ned den 31 maj 1930 och de viktigaste delarna förstördes. På Kuusistos exekutiva auktion ropade Juho Piipanoja in hemmanen Hiisi, Lill-Simola och Marttila och fick så äganderätt också till tegelbrukets ruiner. Föräkringarna täckte inte det förlorade värdet. Brukets satsning på de billigaste produkterna gjorde konkurrenternas produkter oslagbara.